# Robert Malm
Robert Ismaël Kobla Malm (Dunkerque, 1973. augusztus 21.  – ) togói válogatott labdarúgó. 

## Pályafutása

### Klubcsapatokban
Dunkerque-ben született, Franciaországban. Pályafutásának korai éveiben a Lens, a Dunkerque, az USF Fécamp és a Stade Briochin csapatában játszott. 1997 és 1998 között a Lorient játékosa volt. Az 1998–99-es szezonban a Toulouse csapatát erősítette, majd visszatért a Lorient együtteséhez. Ezt követően az ASOA Valence, az FC Gueugnon és a Wasquehal csapatában játszott. 2002-től 2004-ig a Grenoble, 2004-től 2006-ig a Stade Brest labdarúgója volt. 2006 és 2008 között a Montpellierben játszott. 2008 és 2009 között a Nîmes színeiben 54 bajnokin lépett pályára és 22 alkalommal volt eredményes. 2010-ben a Cannes csapatában fejezte be a pályafutását.

### A válogatottban
2006 és 2008 között 2 alkalommal szerepelt a togói válogatottban. Részt vett a 2006-os világbajnokságon, ahol Svájc ellen csereként lépett pályára. A Dél-Korea és a Franciaország elleni csoportmérkőzésen nem kapott lehetőséget.